# Mato Seco (Água Fria de Goiás)
Mato Seco é um distrito da cidade de Água Fria de Goiás.
O distrito fica distante cerca de 30 km da sede do município. A cidade mais próxima, no entanto, é Mimoso de Goiás, distante aproximadamente 25 km. Esta quase toda asfaltada... Restando apenas 8km de água fria a mato seco sem asfalto, de Mimoso a Mato Seco já está tudo asfaltado , em geral mal conservadas. As ruas do distrito, no entanto, são pavimentadas. A economia é predominantemente rural. O comércio em geral é pouco desenvolvido.